# Power Rangers: Lightspeed Rescue
Power Rangers: Lightspeed Rescue is het achtste seizoen van de serie Power Rangers gemaakt door Saban Entertainment. De serie werd in 2000 uitgezonden en bestond uit 40 afleveringen. De serie was gebaseerd op de Sentai serie Kyuukyuu Sentai GoGo-V.

## Algemeen
Power Rangers Lightspeed Rescue introduceerde een hoop nieuwe kenmerken voor Power Ranger-series en was daarmee duidelijk anders dan de voorgaande seizoenen.
De eerste grote verandering was de oorsprong van de Rangers. Power Rangers Lightspeed Rescue was het eerste seizoen waarin de Rangers’ krachten, wapens en Zords allemaal door mensen waren gemaakt en geen enkele mystieke of buitenaardse oorsprong hadden zoals in de vorige seizoenen.
De Rangers zelf waren in dit seizoen geen tieners meer: allemaal waren ze ouder dan 18 jaar en hadden al andere banen voordat ze werden gerekruteerd als Rangers. Verder was dit het eerste seizoen waarin de identiteit van de Rangers gewoon bekend was en niet geheim hoefde te worden gehouden.
Power Rangers Lightspeed Rescue was verder tot nu toe de enige Power Rangers-serie met een Ranger die niet was overgenomen uit een Sentai serie, maar voor de Amerikaanse versie erbij was bedacht: Ryan, de Titanium Ranger. In de Sentai serie GoGo-V kwam geen zesde teamlid voor, maar Saban Entertainment wilde een team van zes Rangers. Een nadeel was echter dat van deze Ranger geen Sentai-beeldmateriaal bestond en alle vechtscènes waar hij in meedeed dus extra moesten worden gefilmd. Dat was ook de reden dat Ryan maar kort met het team meedeed en daarna vertrok om op zoek te gaan naar een manier om koningin Bansheera te verslaan.
Ten slotte was Power Rangers Lightspeed Rescue de eerste serie waarin de schurken geen aliens waren, maar gewoon van de Aarde zelf kwamen. Net als in de Sentai-versie vochten de Lightspeed Rangers tegen een groep demonen. Ook werd er voor dit seizoen geen Amerikaanse vijand bij bedacht maar werden puur de vijanden uit GoGo-V gebruikt, zij het met nieuwe namen.
Lightspeed Rescue was het eerste Power Rangers-seizoen dat de banden met de vorige seizoenen vrijwel geheel doorsneed. Op de team-up met de rangers uit het vorige seizoen na bevatte Lightspeed Rescue geen enkele referentie naar de voorgaande seizoenen.

## Verhaallijn
Duizenden jaren geleden werd een groep van vier demonen opgesloten in een tombe. In 2000 opent een groep nomaden op zoek naar water de tombe en laten per ongeluk de demonen weer vrij. De demonen, geleid door Diabolico, keren meteen terug naar hun oude land, maar ontdekken dat hier inmiddels de stad Mariner Bay is gebouwd. Wanneer de overheidsorganisatie Lightspeed nieuws ontvangt over de ontsnapping laat Kapitein Mitchell vijf individuen ophalen: de brandweerman Carter, de luchtcowboy Joel, de strandwachter Chad, extreme sportster Kelsey en zijn eigen dochter Dana. Hij geeft hun de door Lightspeed ontwikkelde technologie om te veranderen in de Power Ranger Lightspeed Rescue om de stad te verdedigen tegen de demonen.
Het hoofdkwartier van Lightspeed is gevestigd in een onderzeebasis waar Angela Fairweather en haar team van wetenschappers alle Ranger apparatuur ontwikkelen. Een van haar uitvindingen is de Titanium morpher voor een potentiële zesde Ranger. Echter, de morpher blijkt te sterk voor een gewoon mens om te gebruiken. Kort daarop wordt de Titanium Morpher gestolen door Kaptein Mitchells ontevreden zoon Ryan, die hem gebruikt om wraak te nemen op zijn vader. Hij sluit zich later bij het team aan als de Titanium Ranger.
Diabolico’s frustratie vanwege alle mislukte pogingen de Rangers te verslaan leidt ertoe dat hij zelf met hen gaat vechten, maar hij komt in dit gevecht om. Dit geeft de demonbaby Impus de gelegenheid te transformeren naar zijn volwassen vorm Olympius. Hij leidt het ritueel om zijn moeder, koningin Bansheera, weer terug te halen naar deze wereld.
Vypra en Loki worden door Olympius verraden wanneer Koningin Bansheera dreigt zijn kracht aan hen door te geven. Ze brengen Diabolico weer tot leven. Hij wordt uiteindelijk verslagen door Olympius en onder zijn controle geplaatst. De twee openen een aanval op Mariner Bay en verwoesten de meeste van de Rangers’s megazords totdat ze eindelijk worden verslagen door de nieuwe Lifeforce Megazord.
Koningin Bansheera laat haar soldaten de Omega en Lifeforce Megazords kapen en gebruikt ze voor een aanval op de Lightspeed aquabasis en de stad. De Rangers verwoesten beide Megazords en gaan dan het gevecht aan met de Koningin. Ze sluiten haar met Diabolico’s hulp op in de schaduwwereld.

## Karakters

### Rangers
- Carter Grayson/Rode Lightspeed Ranger: Carter is een van de beste brandweermannen van Mariner Bay. Als kind werd hij gered uit een brandend gebouw door een mysterieuze brandweerman (later blijkt dit Kapitein Mitchell te zijn) wat hem ertoe aanzette ook bij de brandweer te gaan. Hij was de eerste die zijn rol als Lightspeed Ranger accepteerde.
- Chad Lee/Blauwe Lightspeed Ranger: Chad is beroemd om vaardigheden op en in het water. Hij is een strandwachter en werkt als dierentrainer in het Mariner Bay waterpark. Hij blijkt later ook zeer bedreven in vechtsporten.
- Joel Rawlings/Groene Lightspeed Ranger: Joel is een stuntpiloot, of luchtcowboy zoals hij liever wordt genoemd. Hij was de laatste die zijn rol als Lightspeed Ranger accepteerde. Al vanaf de eerste dag heeft hij een oogje op Lightspeeds hoofd van techniek Angela Fairweather. Aan het eind van de serie worden zijn pogingen met haar uit te gaan eindelijk beloond.
- Kelsey Winslow/Gele Lightspeed Ranger: Kelsey is beoefenaar van extreme sporten en neemt de rol als Lightspeed Ranger dan ook vooral vanwege het avontuur en het gevaar.
- Dana Mitchell/Roze Lightspeed Ranger: Dana is de dochter van Kapitein Mitchell. Ze is serieus en intellectueel
- Ryan Mitchell/Titanium Lightspeed Ranger: Ryan is de zoon van Kapitein Mitchell. Hij werd echter opgevoed door Diabolico door toedoen van een auto-ongeluk in zijn jeugd. Hierdoor was hij in eerste instantie een vijand van de Rangers.

### Hulp
- Kapitein Bill Mitchell: vader van Ryan en Dana en de commandant van de Aquabasis. Hij is de oprichter van de Lightspeed organisatie.
- Angela Fairweather: Lightspeed wetenschapper die verantwoordelijk is voor het ontwikkelen van alle Zords en wapens van de Rangers. Ze is altijd met haar werk bezig. Ze wijst voortdurend Joels verzoeken om een keer uit te gaan af.
- Galaxy Power Rangers

### Vijanden
- Koningin Bansheera: de demonenkoningin. In het begin van de serie is ze nog een geest. Later probeert Olympius via een ritueel haar lichaam te herstellen, maar door toedoen van de Rangers lukt dit maar half. Uiteindelijk absorbeert ze Vypra om een volledig lichaam te krijgen en ze stuurt Loki om de Rangers naar haar wereld te halen, wetend dat dit hem fataal zal worden. Ze wordt verslagen wanneer de Rangers haar opsluiten in de schaduwwereld.
- Diabolico: Diabolico was een van de vier demonen die aan het begin van de serie worden vrijgelaten uit de tombe. Hij voert het bevel over de demonen tot aan te terugkeer van de koningin. Hij wil voordat Koningin Bansheera terugkeert Mariner Bay verwoesten en haar paleis waar de stad nu op gebouwd is herstellen. Na een aantal mislukte pogingen, en de dreiging dat de Koningin zijn kracht zou doorgeven aan haar zoon Impus, gaat hij zelf het gevecht aan met de Rangers maar wordt vernietigd door de Lightspeed Solarzord. 
 Hij wordt later weer tot leven gebracht door Vypra en Loki die kort daarvoor zijn verraden door Olympius en hopen dat Diabolico hen kan helpen. Diabolico keert zich uiteindelijk tegen de Koningin nadat ze Loki vermoordt. Hij wordt gevangen door Olympius en als hersenloze slaaf gebruikt in een gevecht met de Rangers waarbij hij opnieuw omkomt. Diabolico verschijnt nog eenmaal als geest om de Rangers te helpen Koningin Bansheera op te sluiten in de schaduwwereld.
- Vypra: Vypra is ook een van de vier demonen die het eerst worden bevrijd. Ze is in het begin een soort moederfiguur voor Impus. Vypra wordt gedood door Koningin Bansheera die haar energie absorbeert om zelf weer een lichaam te krijgen. 
 Ze komt later op mysterieuze wijze weer tot leven en smeedt het plan om een superdemon vrij te laten. Haar missie brengt haar naar de stad Silver Hills waar ze wordt vernietigd door de Time Force Rangers geholpen door de Lightspeed Rangers.
- Loki: Loki is wel het meest geobsedeerd door de missie om het paleis van Koningin Banhseera te herstellen en de Rangers te vernietigen. Loki wordt vernietigd wanneer Koningin Bansheera hem gebruikt om de Rangers naar de haar wereld te lokken.
- Impus/Olympius: Impus is de zoon van Koningin Bansheera en in het begin nog een baby. Na de vernietiging van Diabolico geeft de Koningin zijn kracht door aan Impus zodat hij verandert in zijn volwassen vorm Olympius. Nadat ook hij faalt in het vernietigen van de Rangers dreigt Bansheera zijn kracht door te geven aan Vypra en Loki. Hierop verraadt hij hen en laat ze voor dood achter. Wanneer Vypra en Loki terugkeren met de weer tot leven gebrachte Diabolico probeert Olympius de Rangers te vernietigen door hen naar de schaduwwereld te lokken. Diabolico sluit de toegangspoort echter zodat Olympius ook opgesloten zit. De Rangers weten te ontsnappen. Jinxer helpt Olympius te ontsnappen door hem de energie van de monsters uit de schaduwwereld te laten absorberen. Hierdoor verandert hij in een sterkere vorm. De Rangers weten hem alsnog te verslaan. Olympius duikt hierna een tijdje onder terwijl iedereen denkt dat hij dood is. Na te zijn genezen neemt hij Diabolico, die zich inmiddels tegen de Koningin heeft gekeerd, gevangen en gebruikt hem als slaaf in een laatste gevecht met de Rangers. Olympius wordt hierbij samen met Diabolico vernietigd door de nieuwe Lifeforce megazord.
- Jinxer: Jinxer is de tovenaar van de Demonen. Hij creëert monsters door middel van kaarten. Jinxer is de enige die altijd loyaal blijft aan Olympius. In de finale kaapt hij de Omega megazord en komt om in de ontploffing wanneer Ryan en Carter de megazord opblazen.
- Batlings: de soldaten van Koningin Bansheera.
- Trakeena: de hoofdvijand uit Power Rangers Lost Galaxy. Na haar gevecht met de Galaxy Rangers is Trakeena terug veranderd in haar menselijke vorm. Ze komt naar de Aarde met als plan de energie van mensen te gebruiken om weer in haar insect vorm te veranderen. Wanneer Olympius hierachter komt saboteert hij Trakeena’s machine waardoor ze verandert in een enorm monster dat door de Lightspeed en Galaxy Rangers wordt vernietigd.

## Zords
- Rescue Zords/Lightspeed Megazord: de rescue zords zijn de primaire Zords van de Lightspeed Rangers. Ze kunnen combineren tot de Lightspeed Megazord, gewapend met een zwaard. De Lightspeed megazord wordt vernietigd door Diabolico en Olympius.
  - Pyro Rescue 1: gebaseerd op een brandweer ladderwagen.
  - Aqua Rescue 2: gebaseerd op een bluswagen
  - Aero Rescue 3: een enorme hovercraft.
  - Haz Rescue 4: een enorme pantserwagen.
  - Med Rescue 5: gebaseerd op een ambulance.
- Rail Rescues/Supertrain Megazord: vijf enorme treinwagons, oorspronkelijk gemaakt om de Rescue Zords te transporteren. De Rail Rescues worden later gemoderniseerd zodat ze zelf ook kunnen veranderen in een megazord, de Supertrain Megazord. De Supertrain Megazord is groter dan de andere megazords. De SuperTrain Megazord wordt vernietigd door Diabolico en de Olympius.
- Max Solarzord: de Max Solarzord is gemaakt voor de Titanium Ranger. Hij kan veranderen van spaceshuttle naar robot mode. Wanneer Ryan het team verlaat moderniseert Angel Fairweather de Max Solarzord zodat hij op afstand bestuurbaar is. Max Solarzord wordt vernietigd door Diabolico en Olympius.
  - Lightspeed Solarzord: de combinatie van “Max Solarzord” en “Lightspeed Megazord”. Lightspeed Solarzord kan vliegen en is gewapend met lasers. Verder is hij bedekt met zonnepanelen waarmee hij energie de zon of van vijandige aanvallen kan absorberen om hiermee vervolgens zijn wapens op te laden.
- Omega Zords/Omega Megazord: een derde set van vijf zords gebaseerd op ruimteschepen. De vijf kunnen combineren tot de “Omega Crawler”, een vierbenige Megazord met een kanon bovenop, of in de robot Omega Megazord. Omega Megazord is gewapend met een lans. De Omega zords gebruiken technologie die afwijkt van de andere zords en zijn de enige zords die ook zonder zonne-energie kunnen functioneren. In het gevecht met de Trakeena krijgt de Omega Megazord tijdelijk het Lights of Orion pantser van de Galaxy Rangers. De Omega Megazord raakt zwaar beschadigd in een gevecht met Olympius en Diabolico. Hij wordt kort hierop gekaapt door Jinxer die hem gebruikt voor een aanval op de stad. Carter en Ryan blazen de Omega Megazord op.
- Lifeforce Megazord: een zwart gekleurde versie van de Lightspeed Solarzord gewapend met een zwaard. Deze megazord gebruikt de energie van de Rangers zelf als krachtbron en is daarmee sterker dan alle andere Megazords. Hij wordt voor het eerst gebruikt het gevecht met Diabolico en Olympius. De Megazord wordt kort hierop gekaapt door een groep Batlings die hem gebruiken voor een aanval op de Aquabasis. Wanneer de Aquabasis ontploft wordt de Lifeforce Megazord mee vernietigd.

## Titelsong
Gezongen door Jeremy Sweet 

Geschreven door Jeremy Sweet 

Gecomponeerd door Lior Rosner en Jeremy Sweet
Power Rangers Lightspeed... 

Rescue Rescue!
The signal is calling 

A planet is falling 

The danger will test you 

Better make it Lightspeed Rescue!
Power Rangers Lightspeed Rescue Rescue! 

Power Rangers Lightspeed Rescue Rescue! 

Power Rangers Lightspeed Rescue Rescue! 

Light, Speed, Go!
Power’s on it’s way 

Rangers save the day
Power Rangers Lightspeed Rescue Rescue! 

Power Rangers Lightspeed Rescue Rescue! 

Power Rangers Lightspeed Rescue Rescue! 

Power Rangers Lightspeed Rescue Rescue! 

Light, Speed, Go!

## Wetenswaardigheden
- Dit is de eerste serie met een broer en zus in het team.
- Power Rangers Lightspeed Rescue was de tweede en tevens laatste serie die voor de team-up met het vorige Rangerteam beeldmateriaal gebruikte uit de Sentai team-up special. De special "Kyukyu Sentai GoGo-V VS Gingaman" diende als basis voor de afleveringen Trakeena's Revenge Part 1 and 2. In de Sentai versie kwam echter ook BullBlack voor, maar aangezien zijn Power Rangers tegenhanger Magna Defender aan het eind van Lost Galaxy zijn krachten en Zord al had verloren deed hij niet mee in de Amerikaanse versie.
- Dit seizoen bevat de meeste Battlizers ooit gebruikt in een Power Ranger seizoen. Niet alleen de Rode ranger, maar ook de Blauwe en Groene kregen er een. (Athans, de groene en blauwe ranger krijgen een Mega Battle harnas dat op een battlizer lijkt, maar het is er geen een!)
- Lightspeed Rescue is een van de weinige series waarin de namen van sommige wapens van de Rangers zijn overgenomen uit de Sentai versie.